# Elaine Edwards
Elaine Schwartzenburg Edwards (nascida Elaine Lucille Schwartzenburg; Marksville, 8 de março de 1929 - Luisiana, 14 de maio de 2018) foi uma política norte-americana. Filiada ao Partido Democrata, foi Senadora dos Estados Unidos pelo estado da Louisiana em 1972. Primeira esposa do Governador Edwin Edwards, foi Primeira-Dama da Lousiana de 1972 a 1980 e novamente de 1984 a 1988, sendo seu mandato de doze anos o mais longo de uma Primeira-Dama do estado.

## Início de vida
Edwards nasceu em Marksville, a sede Paróquia de Avoyelles, sendo filha de Errol Leo Schwartzenburg (1909–1999) e Myrl Dupuy Schwartzenburg (1907–2001). Elaine tem dois irmãos, Frank (1928–2013), e Ralph (nascido em 1936).

## Senadora dos Estados Unidos
Em 1º de agosto de 1972, o Governador Edwin Edwards indicou sua esposa Elaine para o Senado dos Estados Unidos na vaga aberta pela morte do Senador Allen Ellender. Ela concordou em renunciar depois que um novo senador fosse eleito, bem como compartilhava da filosofia política do marido.
Durante a eleição presidencial de 1976, Elaine discordou do partido e endossou o Presidente Gerald Ford ao invés do democrata Jimmy Carter, enquanto seu esposo apoiou primeiramente Jerry Brown e, em seguida, endossou Carter após Brown falhar em obter a indicação do partido.

## Vida pessoal
Elaine casou-se com Edwin Edwards em 1949; ambos haviam estudado na Marksville High School. Um observador argumentou que Elaine Edwards "queria o oposto do que Edwin queria. Ela odiava o aquário da política."
Edwin e Elaine Edwards divorciaram-se em 1989 após quarenta anos de casados. É mãe de quatro filhos, incluindo Stephen Edwards, que foi condenado ao lado de seu pai em 2000. Os outros três filhos são Anna, Victoria e David.

## Morte
Morreu aos 89 anos, em 14 de maio de 2018, em Luisiana, nos Estados Unidos.